# North West Province (Sierra Leone)
Die North West Province, auch North Western Province, (deutsch Nordwestliche Provinz) umfasst den Nordwesten des westafrikanischen Staates Sierra Leone. Die Provinz wurde 2017 aus der Northern Province herausgelöst und umfasst die drei Distrikte Kambia, Karene und Port Loko mit insgesamt 34 Chiefdoms.
Die Provinz hat 1.186.050 Einwohner (Stand 2021).
In der Provinz sollte seit 2018 mit dem Mamamah International Airport ein internationaler Flughafen entstehen.